# Государственный исторический архив Азербайджанской Республики
Государственный исторический архив Азербайджанской Республики (ГИААР)  — один из семи государственных архивов Азербайджана. В архиве хранятся документы местных органов власти и управления Российской империи с начала XIX века по 1917 год, а также документы общественных организаций, учреждений и частных лиц дореволюционного Азербайджана.

## История
Создан на базе древнеисторического отдела Азцентрархива, который в 1930 году был выделен в самостоятельный Исторический архив. Согласно указу Президиума Верховного Совета Азербайджанской ССР от 8 сентября 1938 года о реорганизации архивных органов республики, был переименован в Центральный исторический архив. В 1941 году при утверждении правительством СССР сети государственных архивов получил наименование Центрального государственного исторического архива Азербайджанской ССР.

## Деятельность
В декабре 2023 года в Архиве открылась виртуальная выставка документов «Поляки в Азербайджане». На выставке представлены документы касательно деятельности поляков в Баку в конце XIX – начале XX века в сфере строительства историко-архитектурных памятников и иных учреждений г. Баку.